# Sypna leucozona
Sypna leucozona là một loài bướm đêm trong họ Erebidae.